# Han sistem
Han (japonsko: 藩, »domena«) je japonski zgodovinski izraz za posestvo daimjo v obdobju Edo (1603–1868) in zgodnjem obdobju Meidži (1868–1912). Han ali bakufu-han (domena daimjoja) je služil kot sistem de facto upravnih delitev Japonske poleg de jure provinc, dokler niso bile ukinjene v 1870-ih.

## Zgodovina

### Pred obdobjem Edo
Koncept han je nastal kot osebna posest uglednih bojevnikov po vzponu šogunata Kamakura leta 1185, ki je prav tako videl vzpon fevdalizma in plemiškega bojevniškega razreda samurajev na Japonskem. To stanje je obstajalo 400 let med šogunatom Kamakura (1185–1333), kratko obnovo Kenmu (1333–1336) in šogunatom Ašikaga (1336–1573). Han je postal vse pomembnejši kot de facto upravna delitev, ko so kasnejši šoguni cesarskim provincam (kuni) in njihovim uradnikom odvzeli zakonska pooblastila.

## Obdobje Edo
Tojotomi Hidejoši, najpomembnejši vojskovodja poznega obdobja Sengoku (1467–1603), je med svojimi reformami fevdalne strukture Japonske povzročil preoblikovanje sistema han. Hidejošijev sistem je videl, da je han postal abstrakcija, ki je temeljila na periodičnih katastrskih raziskavah in predvidenih kmetijskih donosih, namesto na začrtanem ozemlju. Hidejoši je umrl leta 1598 in njegovega mladega sina Tojotomija Hidejorija je po bitki pri Sekigahari oktobra 1600 izpodrinil Tokugava Iejasu, vendar se je njegov novi fevdalni sistem ohranil, potem ko je Iejasu leta 1603 ustanovil šogunat Tokugava. Han je pripadal daimju, močnemu samurajskemu fevdalcu, ki so jih upravljali kot osebno lastnino z avtonomijo kot vazal šoguna Tokugava. Iejasujevi nasledniki so še izboljšali sistem z uvedbo metod, ki so zagotovile nadzor nad daimjojem in cesarskim dvorom. Na primer, sorodniki in podporniki so bili postavljeni v politično in vojaško strateška okrožja, medtem ko so bili potencialno sovražni daimjo premeščeni na nepomembne geografske lokacije ali pa so bila njihova posestva zaplenjena. Ukvarjali so se tudi z javnimi deli, zaradi katerih so bili finančno izčrpani, saj je daimjo plačeval za projekte bakufu ((幕府)- uprava šoguna).
Za razliko od zahodnega fevdalizma je bila vrednost japonske fevdalne domene zdaj opredeljena glede na predvideni letni dohodek in ne glede na geografsko velikost. Hani so bili ovrednoteni za obdavčitev po sistemu Kokudaka, ki je določil vrednost na podlagi proizvodnje riža v koku, japonski enoti prostornine, ki velja za dovolj riža, da nahrani eno osebo eno leto. Daimjoja je Tokugava določil kot gospodarja, ki vodi han, ocenjen na 10.000 kokujev (50.000 bušeljev) ali več, proizvodnja njihovega hana pa je prispevala k njihovemu prestižu ali oceni njihovega bogastva. Zgodnji japonologi, kot sta Georges Appert in Edmond Papinot, so poudarjali letne donose kokuja, ki so bili dodeljeni klanu Šimazu v domeni Sacuma od 12. stoletja. Šogunski han in cesarske province so služile kot komplementarni sistemi, ki so pogosto delovali v tandemu za upravljanje. Ko je šogun daimjom ukazal, naj opravijo popis prebivalstva ali izdelajo zemljevide, je bilo delo organizirano vzdolž meja provinc. Posledično je lahko han prekrival več provinc, ki so same vsebovale dele več hanov. Leta 1690 je bil najbogatejši han domena Kaga, ki je bila v provincah Kaga, Etčū in Noto, z nekaj več kot 1 milijonom kokujev.

### Obdobje Meidži
Leta 1868 je koalicija proimperialnih samurajev kot odziv na Bakumacu strmoglavila šogunat Tokugava v obnovi Meidži. Ena glavnih gonilnih sil gibanja proti Tokugavi je bila podpora modernizaciji in zahodnjaštvu na Japonskem. Od leta 1869 do 1871 si je nova vlada Meidži prizadevala za odpravo fevdalizma na Japonskem, naziv daimjo v sistemu han pa je bil spremenjen v han-čiji (藩知事) ali čihandži (知藩事). Leta 1871 so bile skoraj vse domene razpuščene in nadomeščene z novim sistemom prefektur Meidži, ki so bile neposredno podrejene državni vladi v Tokiu.
Toda leta 1872 je vlada Meidži ustvarila domeno Rjukju, potem ko je Japonska uradno priključila kraljestvo Rjukju, vazalno državo klana Šimazu iz Sacuma od leta 1609. Domena Rjūkjū je bila vodena kot han, ki ga je vodila monarhija Rjukjuan, dokler ni bila dokončno ukinjena in marca 1879 postala prefektura Okinava.